# Ali Daei
Ali Daei (Perzisch: علی دایی) (Ardebil, 21 maart 1969) is een Iraans voetbaltrainer en voormalig profvoetballer. Daei, die de aanvoerder van het Iraans voetbalelftal was, is vooral bekend van zijn wereldrecord interlanddoelpunten: hij maakte er 109, in 148 wedstrijden. In 1999 werd Daei verkozen tot Aziatisch voetballer van het jaar. Zijn interlanddoelpuntrecord werd in september 2021 verbroken door Cristiano Ronaldo.

## Clubstatistieken
| Seizoen | Club                     | Land                                  | Competitie          | Duels | Doelp. |
| ------- | ------------------------ | ------------------------------------- | ------------------- | ----- | ------ |
| 1994    | Pirouzi FC Teheran       | Vlag van Iran                         | Azadegan League     | 26    | 27     |
| 1995    | Pirouzi FC Teheran       | Vlag van Iran                         | Azadegan League     | 25    | 15     |
| 1996/97 | Al-Sadd Sports Club Doha | Vlag van Qatar                        | Qatari League       | 3     | 2      |
| 1997/98 | Arminia Bielefeld        | Vlag van Duitsland                    | Bundesliga          | 25    | 7      |
| 1998/99 | FC Bayern München        | Vlag van Duitsland                    | Bundesliga          | 23    | 6      |
| 1999/00 | Hertha BSC               | Vlag van Duitsland                    | Bundesliga          | 28    | 3      |
| 2000/01 | Hertha BSC               | Vlag van Duitsland                    | Bundesliga          | 23    | 3      |
| 2001/02 | Hertha BSC               | Vlag van Duitsland                    | Bundesliga          | 8     | 0      |
| 2002/03 | Al-Shabab                | Vlag van Verenigde Arabische Emiraten | National League     | 25    | 11     |
| 2003/04 | Pirouzi FC Teheran       | Vlag van Iran                         | Azadegan League     | 24    | 16     |
| 2004/05 | Saba Battery FC          | Vlag van Iran                         | Premier League Iran |       |        |
| 2005/06 | Saba Battery FC          | Vlag van Iran                         | Premier League Iran |       |        |
| 2006/07 | Saipa FC                 | Vlag van Iran                         | Premier League Iran | 26    | 10     |
| 2007/08 | Saipa FC                 | Vlag van Iran                         | Premier League Iran |       |        |
| Totaal  | Totaal                   | Totaal                                | Totaal              | 264   | 106    |

## Erelijst
Als speler
 Persepolis
- Eerste divisie: 1995/96

 Bayern München
- Bundesliga: 1998/99
- DFB-Ligapokal: 1998

 Saba Battery
- Beker van Iran: 2004/05
- Iraanse Supercup: 2005

 Saipa
- Iraans landskampioenschap: 2006/07

 Iran onder 23 (wildcard)
- Aziatische Spelen: 2002

 Iran
- Aziatische Spelen: 1998
- AFC/OFC Cup Challenge: 2003
- West-Aziatisch kampioenschap voetbal: 2004

Als trainer
 Saipa
- Iraans landskampioenschap: 2006/07

 Iran
- West-Aziatisch kampioenschap voetbal: 2008

 Persepolis
- Beker van Iran: 2009/10, 2010/11

 Naft Tehran
- Beker van Iran: 2016/17

Individueel
- Aziatisch voetballer van het jaar: 1999
- IFFHS Meest scorende international van het jaar: 2000 (20 doelpunten)
- Orde van Moed: 2005
- Aziatische Voetbal Hall of Fame: 2014
- IFFHS Legends
- Aziatisch kampioenschap voetbal All-time Best XI
- Iraans voetbaltrainer van het jaar: 2006